# Lechera del Sur
Lechera del Sur S.A., conocida también bajo la marca Leche Sur o Lechesur, fue una empresa chilena dedicada a la fabricación de productos lácteos fundada en la localidad de Nueva Braunau, Región de Los Lagos.

## Historia

### Orígenes y fundación
Los orígenes de la empresa se remontan a 1950, tras la unión de las sociedades Aravena y Cia. Ltda., de la cual era socio Jorge Aravena Carrasco y que había instalado una quesería en la localidad de Nueva Braunau en 1946; y Agrícola y Lechera de Llanquihue S.A., la cual aportó el capital para la explotación. Esto dio origen a una nueva sociedad denominada Lechera del Sur Ltda.
En 1953 la sociedad es disuelta por mutuo acuerdo. Agrícola y Lechera de Llanquihue toma el control de la producción de la planta, y al año siguiente cambia de nombre a Lechera del Sur S.A.

### Crecimiento y consolidación
Tras esta reestructuración se comienza a modernizar la producción de leche en polvo, queso y mantequilla con la importación de nueva maquinaria e implementos, aumentando así la capacidad de procesamiento diario de leche. Posteriormente se expande la producción hacia otras comunas y localidades, llegando a contar en el futuro con plantas en Fresia, Los Muermos, Riachuelo y Pitrufquén.
En 1978 se inauguraron nuevas instalaciones en la planta de Nueva Braunau, las que permitieron iniciar la producción de productos de larga vida mediante ultrapasteurización y conservación en envases Tetra Pak.
Durante finales de la década de 1980 y principios de la década de 1990, Lechera del Sur se mantuvo como la quinta empresa con mayor recepción de leche a nivel nacional, siendo superada solo por Nestlé, Soprole, Colun y Loncoleche-Calo.

### Absorción y fin de operaciones

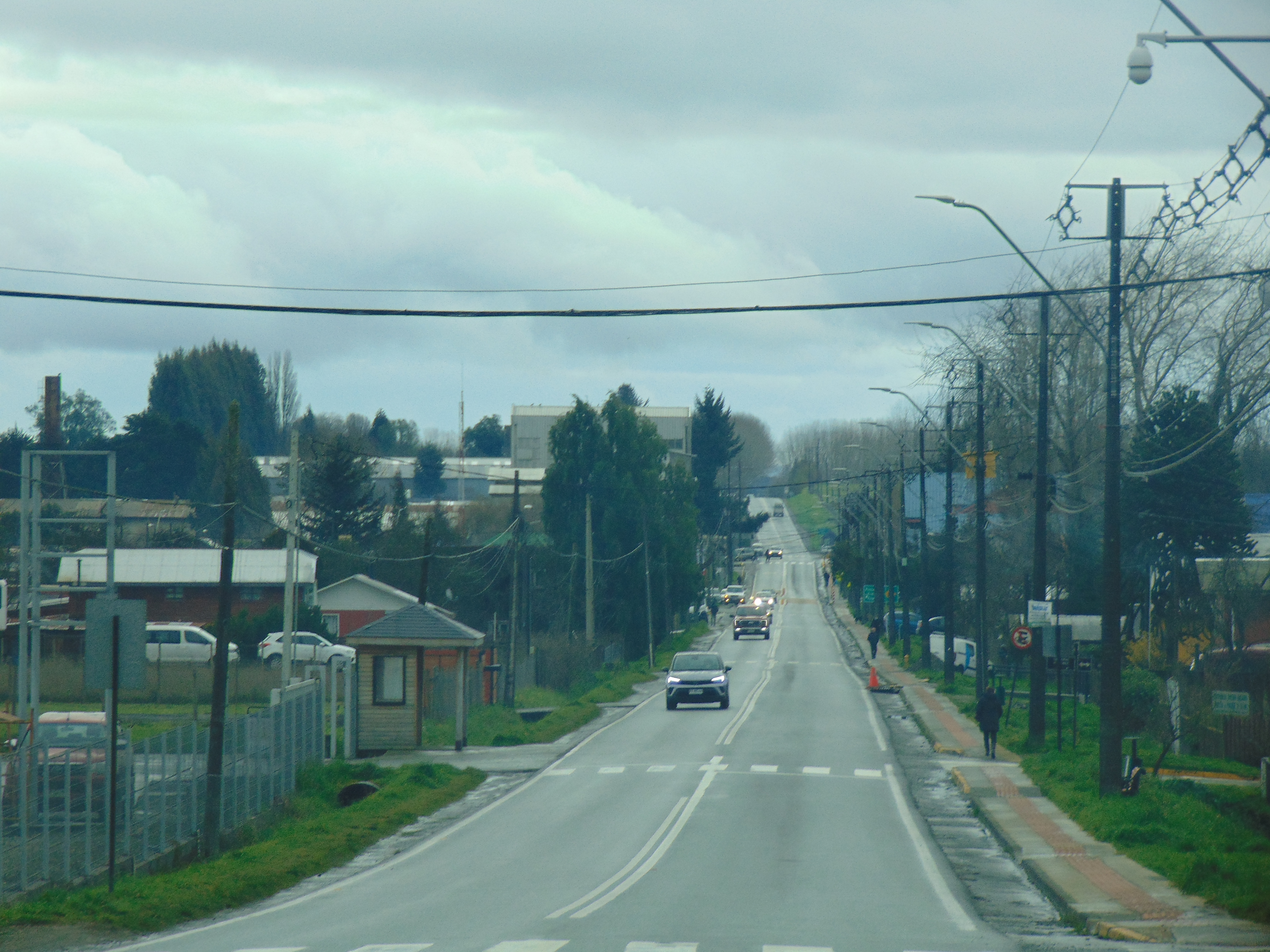
Nueva Braunau en 2021. Al fondo y hacia la izquierda se puede apreciar la ex planta de Lechera del Sur con su chimenea.

En julio de 1993, Nestlé Chile S.A., filial chilena de la multinacional suiza, adquirió la mayor parte de las acciones de Lechera del Sur por US$ 60 millones.Tras la compra, se inició un proceso paulatino de despidos en las plantas acompañado del cese de operaciones de estas, el cual se prolongaría durante casi una década. La planta de Nueva Braunau finalizó definitivamente sus operaciones en noviembre de 2002.
La marca Leche Sur continuó siendo utilizada por Nestlé en algunos productos de fabricación propia en Chile, lo cual se ha mantenido hasta la actualidad.[cita requerida]